# Dylemat determinizmu

Dylemat determinizmu zdaje się eliminować wolną wolę, bez względu na to, czy rzeczywistość jest zdeterminowana czy nie, co wykluczałoby zarówno kompatybilizm, jak i metafizyczny libertarianizm

Dylemat determinizmu lub standardowy argument przeciwko wolnej woli – argument głoszący, iż istnieje dylemat pomiędzy przyjęciem determinizmu bądź jego negacji, indeterminizmu, który polega na tym, że oba uważa się za podważające możliwość wolnej woli. Argumentacja łączy dwa argumenty o związku między koncepcjami wolnej woli a determinizmem. Pierwszy z nich brzmi, że ścisłe zdeterminowanie naszych działań (konieczność) oznaczałoby, że byłyby kompletnie wymuszone przez przeszłe zdarzenia poza naszą kontrolą, a to miałoby być logicznie niekompatybilne z wolną wolą. Druga część to spostrzeżenie, że wszelkie niezdeterminowanie naszych działań znaczyłoby po prostu, że były przynajmniej częściowo przypadkowe, co nie daje więcej kontroli, i że to także byłoby logicznie niekompatybilne z koncepcją wolnej woli.
Dylemat nie postuluje, że tylko całkowita determinacja i całkowita przypadkowość podważają wolną wolę ani że są to jedyne możliwości, lecz raczej, że zarówno konieczność, jak i przypadkowość w każdej mierze czy kombinacji tak samo podważają wolną wolę na swój sposób i że w stopniu, w jakim nie stosuje się jednego (czy to w stosunku do jakiegoś zbioru zdarzeń, czy pewnej części przyczyny danego zdarzenia), zamiast tego występuje drugie. Dylemat nie jest sam w sobie stanowiskiem w kwestii, do jakiego stopnia coś jest zdeterminowane lub nie, lecz raczej argumentem za tym, że bez względu na to, które stanowisko w danym temacie jest poprawne, kwestionuje to możliwość wolnej woli.
Odpowiedzi na wyzwanie stwarzane przez ten dylemat są różne. Jest on akceptowany przez twardy inkompatybilizm, który wnosi, że wolna wola jest w związku z tym niemożliwa w żadnej sytuacji. Dylemat jest też kompatybilny (choć go nie wymusza) z twardym determinizmem, utrzymującym, że determinizm jest prawdziwy i niekompatybilny z wolną wolą i że dlatego wolna wola jest niemożliwa. Dylemat jest odrzucany przez metafizycznych libertarian, którzy twierdzą, że wolna wola istnieje i jest niekompatybilna z determinizmem, szukając tym samym ucieczki dla niej w indeterminizmie. Wreszcie dylemat odrzucają kompatybiliści, którzy utrzymują, że wolna wola jest możliwa nawet, jeśli determinizm jest zapatrywaniem prawdziwym, a niektórzy z nich nawet sprzeciwiają się uznawaniu kwestii „panuje determinizm czy indeterminizm” za w ogóle istotną dla możliwości wolnej woli.

## Historia argumentu
Kwestie determinizmu i wolności pochodzą z czasów wcześniejszych od szkoły stoickiej i Chryzypa. Dylemat, wobec którego stał Chryzyp, opisał Plutarch: Z jednej strony Chryzyp bronił istnienia „losu”, ale też argumentował, że nie wszystko, co komuś jest przeznaczone, jest konieczne. Zapoczątkowało to nierozstrzygniętą debatę o logicznej spójności tego twierdzenia. Jak coś nie przeznaczone, by się stało, co w istocie nie następuje, można nazywać „możliwym”? Jak można mówić o alternatywach lub możliwościach, jeśli ich wystąpienie jest wykluczone? Plutarch zaproponował, że „możliwe” koniecznie musi być w stanie nastąpić i nie może być „możliwe”, jeśli los przeczy jego pojawieniu się. Konkluzja była taka, że jeśli „los” istnieje, to co najmniej nie jest niezwyciężony. Podział na przeznaczone i nieprzeznaczone trwa po dziś dzień.
O dylemat determinizmu – choć niekoniecznie jeszcze w pełni uświadomiony – ociera się Boecjusz w VI w. n.e., gdyż rozważa kwestię przypadkowości i tego, czy aby wolność woli niczym nie zdeterminowanej nie prowadziłaby do istnienia absolutnego przypadku. Zatrzymuje się on na chwilę przy tym problemie (po czym przechodzi do konfliktu wolnej woli z wszechwiedzą), przede wszystkim starając się przekonać czytelnika, że słowo „przypadek” odnosi się do świata zewnętrznego, obserwowalnej natury, i należy je rozumieć jako względną przypadkowość zdarzeń w stosunku do oczekiwań (podczas gdy przypadek bezwzględny, powstanie czegoś z niczego i bez przyczyny, nie zdarza się jego zdaniem wcale). Natomiast do zdarzeń duchowych człowieka taka definicja się, jego zdaniem, jak widać nie odnosi. Zadowala go zatem powstrzymanie się od stosowania pojęcia „przypadek” i twierdzenie, że wolne decyzje nie następują z koniecznością; to jego zdaniem umożliwia wolną wolę.
Jednak już w 1266 r. św. Tomasz z Akwinu, rozumiejąc w pełnym świetle dylemat determinizmu, obstawał przy kompatybilistycznym rozumieniu wolnej woli, pisząc jeszcze wprost: „Z tego, co powyżej wykazaliśmy, można wywnioskować, w jaki sposób sprawy ludzkie sprowadzają się do wyższych przyczyn, a nie dokonują się przypadkowo”. Jednakże dzieła św. Tomasza nie zostały w pełni przyswojone, zaś w czasach Oświecenia coraz powszechniej wykorzystywano powszechną przyczynowość, by wykazać pochodzenie wszelkiego zła od stwórcy świata (tym bardziej, że częste stało się powątpiewanie w istnienie diabła), co podważało dobroć Bożą i sam sens dostosowywania własnego postępowania do zewnętrznych norm. Wskutek tego w kolejnych stuleciach poparcie zyskiwał indeterminizm.
W 1739 r. David Hume w swym Traktacie o naturze ludzkiej zwrócił swą uwagę na „dylemat determinizmu”. Zawarł tam myśl, wedle której należy dokładniej zbadać relację pomiędzy koniecznością i przyczyną. Z pozycji fatalistycznych do sprawy podchodził m.in. w XVIII w. Diderot i Voltaire, w XIX w. Feuerbach (i marksiści), Schopenhauer i Nietzsche.
W wykładzie zatytułowanym Dylemat determinizmu w 1884 William James argumentował, tak jak Plutarch, że zdarzenia dzielą się na dwie grupy: przyczynowo zdeterminowane i pozostałe, rozważając kwestię wolności w świetle dychotomii konieczność-przypadek:
„Ja sam wierzę, że wszystkie cudowne osiągnięcia nauk matematycznych i fizycznych – nasze nauki o ewolucji, o jednorodności prawa itp. – wynikają z naszego nieposkromionego pożądania zamknięcia świata w bardziej racjonalnych ramach niż te, w które wkłada go surowe doświadczenie. Świat okazał się, do wielkiego stopnia, plastycznym wobec tego naszego żądania racjonalności. O ile dalej okaże się plastyczny nikt nie może powiedzieć... Jeśli jakaś formuła wyrażania natury świata narusza me potrzeby moralne, powinienem czuć się równie wolnym, by wyrzucić ją za burtę czy przynajmniej wątpić w nią, tak jakby zawiodła mą potrzebę jednorodności porządku rzeczy... Zasada przyczynowości, na przykład – czymże ona jest, jeśli nie postulatem, pustym słowem zawierającym w sobie żądanie, by sekwencja zdarzeń...reprezentowała głębszy rodzaj przynależności jednej rzeczy do drugiej niż czysto arbitralne zestawienie, które teraz pojawia się jako zjawisko?”
– William James, The Will to Believe (Wola, by wierzyć), s. 147
Omawiany argument wciąż można znaleźć w pracach filozoficznych wielu obecnych filozofów, zarówno tych, którzy odrzucają libertariańską wolną wolę, jak i tych, którzy jej bronią. Prof. John Martin Fischer nazywa go „dylematem determinizmu”, podobnie prof. P. Russell i co najmniej 7 innych filozofów akademickich. Znany jest pod jeszcze innymi nazwami. Prof. Arnold S. Kaufman nazywa go „Dylematem Odpowiedzialności Moralnej”. Prof. Robert Kane opisuje dylemat jako „dylemat libertariański” albo „Wejście i zejście Góry Niekompatybilności”. Prof. Galen Strawson nazywa go „podstawowym argumentem” (przy wyjaśnianiu nieskończonego regresu, w którym nasze działania są zdeterminowane przez charakter, a charakter przez wcześniejsze działania). Wreszcie prof. Peter van Inwagen dzieli go na dwie oddzielne części, „Argument konsekwencji”: („Jeśli determinizm jest prawdziwy, to nasze działania są konsekwencjami praw przyrody i zdarzeń z odległej przeszłości. Lecz nie od nas zależy, jakie są prawa przyrody. Co za tym idzie, konsekwencje tych rzeczy (wliczając tu nasze obecne działania) nie od nas zależą.”) i „Argument umysłu” („Utożsamiając indeterminizm z przypadkiem...działanie, które zdarza się przez przypadek...nie może być we władaniu jego rzekomego wykonawcy i tym samym nie mogło być wykonane w sposób wolny”).

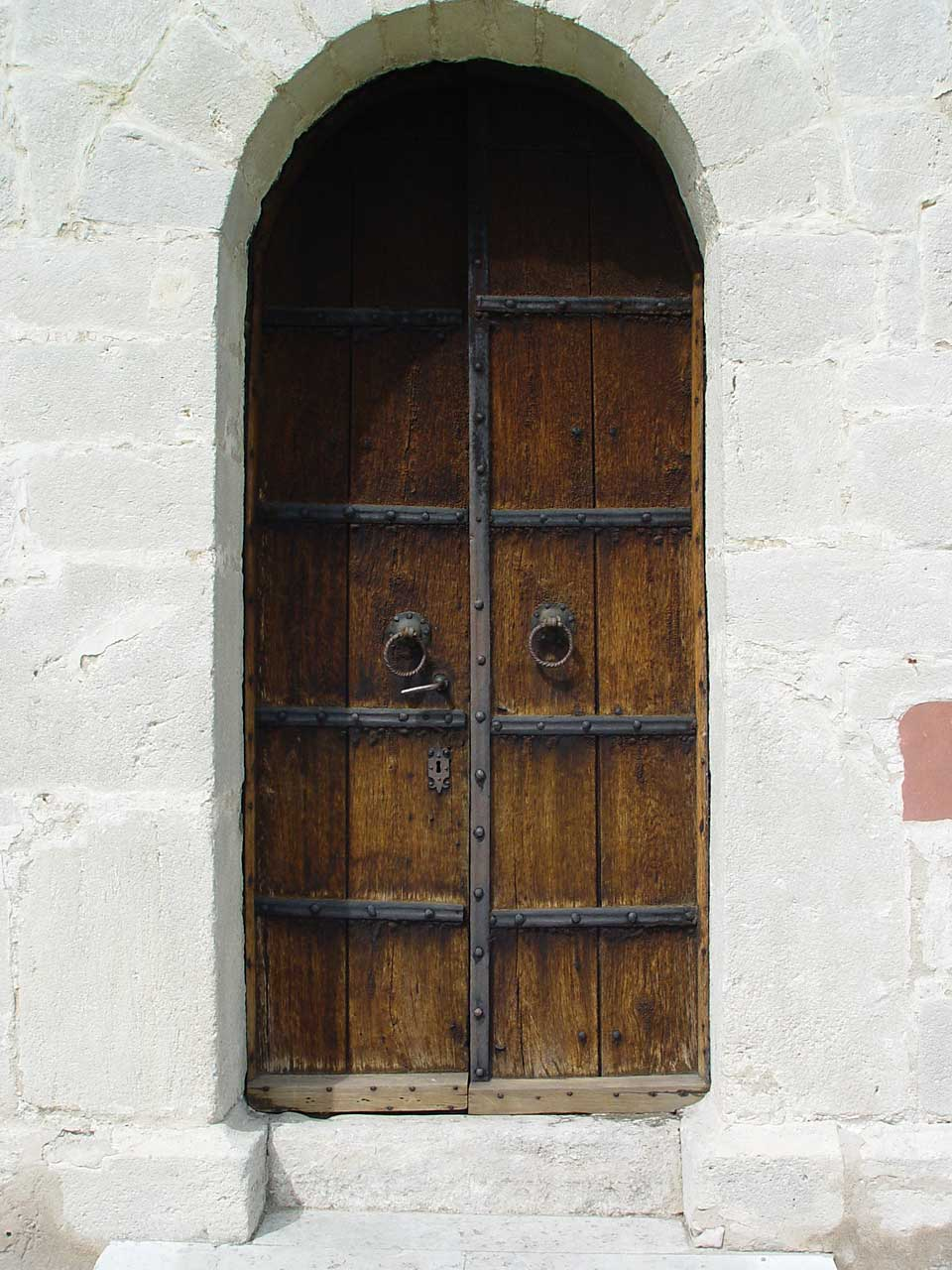
Stwierdzenie „może być ktoś za tymi drzwiami” wyraża po prostu niewiedzę odnośnie do jednej, zdeterminowanej rzeczywistości (por. nie może = na pewno nie ma, wykluczone). Według kompatybilistów

Fischer podniósł interesujący zarzut wobec argumentu Plutarcha, że akt nie może być zarazem zdeterminowany do niewystąpienia, a mimo to możliwy. Wyobraża on sobie formę kontroli umysłu jednej osoby nad drugą – kontrolowana osoba może swobodnie zdecydować cokolwiek, ale kontroler może zainterweniować, by uniknąć działań niechcianych. A zatem osoba jest „wolna”, by robić wszystko, na co pozwala kontroler, gdyż takie wybory są niezakłócone. Innymi słowy, kontrolowana osoba może wybierać w sposób odpowiedzialny, pod warunkiem, że pozwala jej na to kontroler. Implikacje takiego sformułowania są omawiane przez Derka Perebooma. Można by postrzegać uzależnienie jako przykład kontroli działań osób mimo ich wyborów: uzależniona osoba może zdecydować się na rzucenie uzależnienia, ale jej produkcja dopaminy jest szkodliwie zmodyfikowana, więc taki wybór nie zostaje wykonany. Zgodnie z „Warunkiem (3)” Perebooma na odpowiedzialność (wyprowadzonym w odpowiedzi na propozycję Fischera) to, czy taki uzależniony jest odpowiedzialny za swe trwające uzależnienie, zależy od tego, czy ocenia się kwestię jako będącą w granicach jego kontroli. Jak pokazuje takie rozumienie uzależnienia, pytanie, czy osoba ma kontrolę, jest złożone, zależy od wielu czynników, wliczając długoterminowe wpływy otoczenia, takie jak programy rehabilitacyjne i środowisko społeczne danej osoby.

## Poglądy

### Wolna wola jest ogólnie niemożliwa
Steven Pinker podsumowuje inkompatybilizm:
Pojęcie nieprzyczynowego powodowania, które leży u podstaw wolnej woli, nie mieści się w ramach naukowego sposobu wyjaśniania. Przypadkowe zdarzenie nie pasuje do koncepcji wolnej woli ani trochę bardziej niż to, które wynika z praw przyrody, i nie może służyć za długo poszukiwane lokum moralnej odpowiedzialności.
Wersja Sama Harrisa:
Albo nasze chcenia są zdeterminowane wcześniejszymi przyczynami i nie jesteśmy za nie odpowiedzialni, albo są produktem przypadku i nie jesteśmy za nie odpowiedzialni. Jeśli wybór człowieka, by zastrzelić prezydenta, jest zdeterminowany pewnym wzorcem aktywności neuronowej, który jest z kolei produktem uprzednich przyczyn – może nieszczęsnego zbiegu złych genów, nieszczęśliwego dzieciństwa, braku snu i bombardowania przez promienie kosmiczne – cóż mogłoby znaczyć, że jego wola jest „wolna”? Nikt jak dotąd nie opisał sposobu, w jaki mogłyby mieć miejsce procesy mentalne i fizyczne, które dałyby miejsce dla takiej wolności.
Wersja prof. Derka Perebooma:
Rozważmy teraz libertarian, którzy twierdzą, że mamy zdolność indeterministycznie wolnego działania i że przez to jesteśmy moralnie odpowiedzialni. Zgodnie z pewnym poglądem libertariańskim, to, co czyni działania wolnymi, to po prostu ich ustanowienie (częściowo) przez indeterministyczne zdarzenia naturalne. Lukrecjusz, na przykład, twierdzi, że działania są wolne po prostu przez cechę bycia stworzonym częściowo przez przypadkowe odchylenia w pochyłej [spadającej] ścieżce atomów. Owe odchylenia i działania, które za nimi stoją, są przypadkowe (co najmniej) w sensie, że nie są zdeterminowane przez żaden wcześniejszy stan wszechświata.
Jeśli teoria kwantowa jest prawdziwa, w pozycji i pędzie mikrocząstek występuje losowość w tym samym sensie, a naturalna nieoznaczoność pewnego rodzaju mogłaby też być odbierana jako metafizyczny fundament indeterministycznie wolnego działania. Lecz naturalne nieoznaczoności tego typu nie mogą, same z siebie, przyczyniać się do wolności w rozumieniu wymaganym przez odpowiedzialność moralną.
Jak często wskazywano, takie przypadkowe zdarzenia fizyczne nie są ani trochę bardziej pod naszą kontrolą niż deterministyczne zjawiska fizyki, a co za tym idzie, nie możemy być moralnie odpowiedzialni za nie bardziej niż, w opinii indeterministów, możemy za zdarzenia zdeterminowane przyczynowo.
Wersja prof. Colina McGinna „New Mysterian”:
Argument jest niezmiernie znany i brzmi następująco. Albo determinizm jest prawdziwy, albo nie. Jeśli jest prawdziwy, to wszystkie nasze wybrane działania są każda z osobna sprowadzone przez wcześniejsze stany świata, zupełnie jak każde inne zjawisko. Lecz wówczas nie może być tak, że mogliśmy działać inaczej, gdyż to wymagałoby możliwości wykluczonej przez determinizm. Skoro ustawione są początkowe warunki, a prawa ustanowione, przyczynowość wyklucza autentyczną wolność.
Z drugiej strony, jeśli indeterminizm jest prawdziwy, to, jakkolwiek rzeczy mogły były potoczyć się inaczej, nie jest prawdą, że mogliśmy wybrać inaczej, ponieważ zwyczajne zdarzenie przypadkowe nie jest rodzajem wolnego wyboru. Że pewne zdarzenia występują bezprzyczynowo, albo nie są poddane prawu lub tylko prawu probabilistycznemu, nie wystarcza, by te zdarzenia były wolnymi wyborami.
A zatem jeden wierzchołek dylematu reprezentuje wybory jako zdarzenia predeterminowane przez przewidywalną sekwencję przyczynową, podczas gdy drugi przedstawia je jako niewyjaśnialne odchylenia, na które wszechświat jest losowo podatny. Żadna z opcji nie daje tego, czego wymaga wolna wola, i żadna inna alternatywa się nie nasuwa. A zatem wolność nie jest możliwa w żadnego rodzaju możliwym świecie. Koncepcja ma w sobie ziarno swego zniszczenia.
Wersja prof. Paula Russella:
...dobrze znanego dylematu determinizmu. Jednym wierzchołkiem tego dylematu jest argument, że jeśli akcja była spowodowana lub wymuszona, to nie mogła być uczyniona swobodnie, a co za tym idzie osoba nie jest za nią odpowiedzialna. Drugim wierzchołkiem jest argument, że jeśli akcja nie była zdeterminowana, to jest niewyjaśnialna i przypadkowa, a co za tym idzie nie może być przypisana osobie, a zatem, znowu, osoba nie może być za nią odpowiedzialna. Innymi słowy, jeśli nasze działania są wywołane przyczynami, to nie możemy być odpowiedzialni za nie; jeśli nie są wywołane przyczynami, nie możemy być za nie odpowiedzialni. Czy przyjmiemy, czy też odrzucimy konieczność i determinizm, nie da się nadać żadnego spójnego sensu moralnej wolności i odpowiedzialności.
Wersja prof. Franza Kiekebena:
Wolnym czynem jest więc taki, który nie jest ani zdeterminowany, ani losowy. Wynika stąd, że aby wolna wola istniała, musi być trzecia kategoria zdarzeń leżących pomiędzy tymi, które są rezultatem tego, co zdarzyło się wcześniej, i tymi, które są ostatecznie sprawą przypadku. Wolne czyny należą do tej odrębnej klasy. I w tym tkwi problem, ponieważ, jak się okazuje, nie ma takiej trzeciej kategorii ani jej być nie może. To, co zdeterminowane, wraz z tym, co przypadkowe, pokrywa łącznie wszystkie możliwości. A zatem nie ma miejsca dla wolnej woli; jest ona metafizyczną niemożliwością.

### Kompatybilistyczne
Wersja prof. Randolpha Clarka
Poglądy o wolnej woli mają za zadanie powiedzieć nam, co jest wymagane, byśmy byli osobami odpowiedzialnymi, osobami, które przynajmniej czasami, gdy działają, działają swobodnie. Poglądy libertariańskie oczywiście wliczają w to wymaganie indeterminizmu tego czy innego rodzaju gdzieś w procesach prowadzących do działań wolnych. Lecz podczas gdy zwolennicy takich poglądów traktują determinizm jako wykluczający wolną wolę, indeterminizm powszechnie uważa się za nie bardziej przyjazny. Niezdeterminowana akcja, jak się mówi, byłaby przypadkowa czy arbitralna. Nie mogłaby być racjonalna lub racjonalnie wytłumaczalna. Osobie brakowałoby kontroli nad swym zachowaniem. W najlepszym razie indeterminizm w procesach prowadzących do naszych działań byłby zbyteczny, nie dodając nic wartościowego, nawet jeśli by nie umniejszał tego, co chcemy.
Jeśli prawda determinizmu wykluczałaby wolną wolę, jest dalekie od oczywistego, jak pomagałby tu indeterminizm.
Wersja prof. Thomasa Pinka
Są tylko te dwie alternatywy. Albo akcja jest przyczynowo zdeterminowana, albo – w zakresie, w jakim jest przyczynowo niezdeterminowana – jej wystąpienie zależy od przypadku. Lecz sam przypadek nie stanowi wolności. Sam z siebie przypadek prowadzi do niczego więcej niż losowość. A jedno zdaje się być jasne. Losowość, działanie samych przypadków, wyraźnie wyklucza sterowanie.
Wersja prof. Ishtiyaque Haji
Zagadka odpowiedzialności moralnej należy do największych filozoficznych łamigłówek. Prawie wszyscy z nas wierzą, że każdy z nas jest, był lub będzie odpowiedzialny za przynajmniej część swego zachowania. Lecz jak może to być prawdą, skoro determinizm jest prawdziwy, a wszystkie nasze myśli, decyzje, wybory i działania są po prostu kroplami w rzece deterministycznych zdarzeń, która zaczęła swój bieg dawno, dawno przed w ogóle naszym narodzeniem? Widmo determinizmu, jakim on był, pożera osoby, gdyż jeśli determinizm jest prawdziwy, to prawdopodobnie nigdy nie zaczynamy lub kontrolujemy swych działań; nie ma kierowcy na siedzeniu kierowcy; jesteśmy po prostu jednym przejściowym ogniwem w rozszerzonym ciągu deterministycznym zaczynającym się dawno przed naszym czasem. Łamigłówka kusząco wywiera wrażenie i zawsze tak wprawia w zakłopotanie – gdyż nawet jeśli determinizm jest fałszywy, odpowiedzialność zdaje się niemożliwa: jak możemy być moralnie odpowiedzialni za zachowanie, które powstaje ze „ścieżki działania”, w której jest indeterministyczna przerwa? Taka przerwa mogłaby zwolnić nas z dominacji czy regulacji przez przeszłość, ale jak mogłaby pomóc zapewnić, że cugle sterowania są teraz w naszych rękach?

#### Półkompatybilistyczne
Wersja prof. Johna Martina Fischera
Albo przyczynowy determinizm jest prawdziwy, albo nie jest. Jeśli jest prawdziwy, to brakuje nam wolności (w rozumieniu alternatywnych możliwości i bycia źródłem). Jeśli jest fałszywy, to brakowałoby nam wolności o tyle, że nie wybieramy drogi przyszłości – nie bylibyśmy źródłem swego zachowania. Indeterminizm zdaje się pociągać za sobą, że to nie osoba jest siedliskiem sterowania.

### Inkompatybilistyczne

#### Deterministyczne
Wersja prof. J. J. C. Smarta
Smart podaje dwie definicje – jedną dla determinizmu i jedną dla przypadkowości i oświadcza, że wyczerpują one wszystkie możliwości.
D1. Przedstawię pogląd, że we wszechświecie istnieje „nieprzerwana ciągłość przyczynowa”, w sposób następujący. Jest z zasady możliwe wykonać dostatecznie dokładne wyznaczenie stanu dostatecznie szerokiego regionu wszechświata w jakiejś chwili, zaś odpowiednie wyczerpujące prawa przyrody są z zasady poznawalne, tak iż nadludzki kalkulator jest w stanie przewidzieć jakiekolwiek zdarzenie w tamtym regionie w zadanym czasie t’.
D2. Zdefiniuję pogląd, że „absolutny przypadek” rządzi do pewnego stopnia we wszechświecie w sposób następujący. Istnieją pewne zdarzenia, których w pewnym poprzedzającym czasie nie przewidziałby nawet nadludzki kalkulator, bez względu na to, jak dokładna byłaby jego znajomość i jak szerokiego regionu wszechświata by ona dotyczyła.
Gdyż wyznawca wolnej woli utrzymuje, że żadna teoria typu deterministycznego ani absolutnie przypadkowego nie ma zastosowania do wszystkiego we wszechświecie: musi zatem wyobrazić sobie teorię typu ani deterministycznego, ani indeterministycznego w rozumieniu tych słów, jakie określiłem dwoma definicjami D1 i D2; i będę argumentował, że żadna taka teoria nie jest możliwa.
Wersja prof. P. F. Strawsona
Jest inna opinia, którą się rzadziej wyraża: opinia, można by rzec, autentycznego moralnego sceptyka: pojęcia winy moralnej, obwiniania, odpowiedzialności moralnej są wewnętrznie pomieszane i że możemy to spostrzec, jeśli rozważymy konsekwencje prawdziwości czy to determinizmu, czy indeterminizmu. Ci, którzy wykazują taką opinię, zgadzają się z pesymistami, że pojęciom tym brakuje zastosowania, jeśli determinizm jest prawdziwy, i dodają po prostu, że brakuje im go też, jeśli determinizm jest fałszywy.
Wersja prof. Galena Strawsona. Strawson zauważa, że argument jest znany i cytuje Metody Etyki Henry’ego Sidgwicka z 1874. W rzeczywistości Sidgwick, który akceptował XIX-wieczny pogląd, że wolność jest metafizyczna, jest twardym deterministą i cytuje tylko Zarzut Deterministyczny wobec wolnej woli.
Jest to zarzut nieodparty. Z pewnością nie możemy być osobami wolnymi, w zwykłym, mocnym, wprowadzającym prawdziwą odpowiedzialność sensie, jeśli determinizm jest prawdziwy, a my i nasze działania jesteśmy w ostateczności całkowicie zdeterminowani „przyczynami poprzedzającymi [nasze] osobiste istnienie”. I z pewnością nie bardziej możemy być wolni, jeśli determinizm jest fałszywy i, ostatecznie, jest rzeczą całkowicie lub częściowo przypadku lub losowego wyniku, że my i nasze działania są, jakie są?
(*) H. Sidgwick, The Methods of Ethics, s. 66. Ten znany zarzut wobec twierdzenia, że jesteśmy faktycznie odpowiedzialnymi osobami, jest oczywiście dyskutowany (i rzeczywiście lekceważony) przez kompatybilistów, lecz jest zupełnie wystarczający do ustanowienia struktury obecnej dyskusji.
Prof. Thomas W. Clark:
Bez wolnej woli zdajemy się zrazu być umniejszeni, jako po prostu zabawki zewnętrznych sił. Lecz w rzeczywistości determinizm z trudem robi z nas zabawki sił zewnętrznych. Raczej my sami JESTEŚMY tymi siłami, skoncentrowanymi i skierowanymi we wzorcach, których regularności zaczynamy rozpoznawać.

#### Libertariańskie
Wersja Rodericka Chisholma
Metafizyczny problem ludzkiej wolności mógłby być podsumowany w następujący sposób: „Istoty ludzkie są osobami odpowiedzialnymi; ale fakt ten wydaje się być w konflikcie z deterministycznym poglądem na ludzkie działanie (pogląd, że każde zdarzenie jest związane z aktem spowodowanym przez jakieś inne zdarzenie); i zdaje się być też w konflikcie z indeterministycznym poglądem na ludzkie działanie (poglądem, że akt lub pewne zdarzenie, istotne dla tego aktu, jest zupełnie niespowodowane).” Aby rozwiązać problem, jak uważam, należy wprowadzić nieco daleko idące założenia co do Ja osoby – o człowieku, który wykonuje akt.
Wersja prof. Richarda Taylora
Jeśli determinizm jest prawdziwy, jak głosi teoria miękkiego determinizmu, wszystkie te stany wewnętrzne, które sprawiają, że me ciało zachowuje się w jakikolwiek sposób by się zachowywało, muszą powstać z okoliczności istniejących przed moim narodzeniem; gdyż łańcuch przyczyn i skutków jest nieskończony i nic nie mogło być ani trochę inaczej, biorąc pod uwagę to, co było wcześniej.
Zarówno determinizm, jak i prosty indeterminizm są obciążone trudnościami i nikt, kto o nich sporo myślał, nie może postawić na którykolwiek z nich bez pewnego zakłopotania. Za prostym indeterminizmem nie przemawia zupełnie nic, z wyjątkiem tego, że zdaje się usuwać największe trudności z determinizmem, tylko po to wszakże, by wprowadzić własne idealne niedorzeczności.
Determinizm, z drugiej strony, jest przynajmniej z początku wiarygodny. Ludzie zdają się mieć naturalną inklinację, by w niego wierzyć; jest on, w istocie, niemal wymagany dla samego stosowania praktycznej inteligencji. A poza tym nasze doświadczenie wydaje się go zawsze potwierdzać, dopóki chodzi o codzienne fakty z typowych doświadczeń, w odróżnieniu od ezoterycznych badań fizyki teoretycznej. Lecz determinizm, zastosowany do ludzkiego zachowania, ma implikacje, które niewielu ludzi może swobodnie zaakceptować, i zdają się to być implikacje, których żadna modyfikacja teorii nie usunie.
Wersja prof. Roberta Nozicka
Bez wolnej woli zdajemy się być umniejszeni, jako po prostu boisko zewnętrznych sił. Jak jednak mamy utrzymać wzniosły pogląd o sobie? Determinizm zdaje się podcinać ludzką godność, wydaje się podważać naszą wartość.
Niektórzy zaprzeczaliby temu, co to pytanie przyjmuje jako dane, i zachowali wolną wolę przez zaprzeczanie determinizmowi (pewnych) działań. Jednak jeśli niespowodowane działanie jest przypadkowym zdarzeniem się, to z ludzką godnością licuje to nie bardziej niż determinizm. Przypadkowe akty i akty spowodowane zdają się podobnie robić z nas nie wartościowych twórców działania, lecz arenę, miejsce, gdzie rzeczy się zdarzają, czy to przez wcześniejsze przyczyny, czy spontanicznie.
Wersja prof. Petera van Inwagena
Oto argument, który, jak sądzę, jest oczywisty (nie mam na myśli, że jest oczywiście poprawny; lecz, że jest tym, który powinien nasunąć się dość szybko każdemu filozofowi, który zapytał siebie, co za argumenty można znaleźć na rzecz inkompatybilizmu):
Jeśli determinizm jest prawdziwy, to nasze akty są konsekwencjami praw natury i zdarzeń w odległej przeszłości. Lecz nie od nas zależy, co miało miejsce przed naszym narodzeniem, i nie od nas zależy, jakie są prawa natury. A zatem konsekwencje tych rzeczy (wliczając nasze obecne działania) nie zależą od nas. Nazywam ten argument Argumentem konsekwencji.
[Tu następuje wariant argumentu zwany Argumentem umysłu, który] powstaje przez utożsamienie indeterminizmu z przypadkiem i przez argumentowanie, że działanie, które zdarza się przez przypadek, jeśli można zdarzenie występujące przez przypadek nazwać działaniem, nie może być pod kontrolą swego rzekomego sprawcy i tym samym nie mogło być wykonane w sposób wolny. Zwolennicy tego argumentu konkludują, że tym samym, wolna wola jest nie tylko kompatybilna z determinizmem, ale pociąga za sobą determinizm.
Van Inwagen przedstawiał swe pojmowanie nieprzypadkowego a indeterministycznego powodowania przez osobę w postaci pewnej sceny teatralnej, wyobrażając sobie Boga „odtwarzającego ponownie” sytuację, by wytworzyć dokładnie te same okoliczności, i następnie argumentując, że decyzje odpowiadałyby indeterministycznym prawdopodobieństwom. (William James też wyobrażał sobie przewijanie wstecz historii wszechświata i występowanie alternatywnej możliwości.)
Jeśli Bóg by sprawił, że decyzja Marysi byłaby ponownie sprowadzana bardzo wiele razy, czasami (powiedzmy: w 30% powtórzeń) Marysia powodowałaby z osoby kluczowe zdarzenie mózgowe, a czasami (powiedzmy: w 70% powtórzeń) nie powodowałaby... Wnioskuję, że nawet jeśli epizod powodowania przez osobę jest wśród warunków koniecznych każdej chcianej ludzkiej akcji, epizody te w żaden sposób nie podważają prima facie [tj. w braku dowodów przeciwnych] niemożliwości istnienia niezdeterminowanego aktu wolnego.
Prof. Robert Kane proponuje wersję tego argumentu przeciw wolnej woli z diagramem. Opisuje on zwykły determinizm i zarzuty przypadkowości (dwa wierzchołki Dylematu Libertariańskiego) jako wejście i zejście z tego, co nazywa „Górą Inkompatybilizmu”.
Nazwijmy to „Dylematem Libertariańskim”. Zdarzenia, które są niezdeterminowane, jak przeskoki [sic] kwantowe w atomach, zdarzają się po prostu przez przypadek. A zatem jeśli wolne akcje muszą być niezdeterminowane, jak twierdzą libertarianie, wydaje się, że one też zdarzają się przez przypadek. Lecz jak zdarzenia przypadkowe mogą być akcjami wolnymi i odpowiedzialnymi? Aby rozwiązać Dylemat Libertariański, libertarianie muszą nie tylko pokazać, że wolna wola jest sprzeczna z determinizmem, muszą też pokazać, jak wolna wola może być zgodna z indeterminizmem.
Wyobraźmy sobie, że zadanie dla libertarian przy rozwiązywaniu tego dylematu to wejście na szczyt góry i zejście drugą stroną. (Nazwijmy tę górę „Górą Inkompatybilistyczną”: rys. 4.1). Droga na szczyt składa się z pokazywania, że wolna wola jest niekompatybilna z determinizmem. (Nazwijmy to Problemem Wejścia.) Schodzenie drugą stroną (nazwijmy to Problemem Zejścia) oznacza pokazywanie, jak może mieć sens wolna wola, która wymaga indeterminizmu.
Kane pisze, że jeśli wolna wola jest niekompatybilna z determinizmem, nie wydaje się również być kompatybilna z indeterminizmem.